# Мескети
Мескети (рос. Мескеты) — село у Ножай-Юртовському районі Чечні Російської Федерації.
Населення становить 3447 осіб. Входить до складу муніципального утворення Мескетинське сільське поселення.

## Історія
Згідно із законом від 20 лютого 2009 року органом місцевого самоврядування є Мескетинське сільське поселення.

## Населення
| 1990 | 2002  | 2010  |
| ---- | ----- | ----- |
| 2382 | ↗2860 | ↗3447 |